# Route communale 701-A (Haïti)
Pour les articles homonymes, voir Route 701.
La route communale 701-A, ou RC 701-A, est une route communale d'Haïti reliant Pestel à Corail.

## Tracé
- Pestel
- Corail